# Phare d’Antifer
Der Phare d’Antifer ist ein Leuchtturm an der französischen Kanalküste im Département Seine-Maritime. Er befindet sich auf dem Cap d’Antifer auf dem Gebiet der Gemeinde La Poterie-Cap-d'Antifer.

## Geschichte
In Ergänzung zum Cap de la Hève dienen die Kreidefelsen des Cap d’Antifer als sekundäre Landmarke zur Ansteuerung von Le Havre. Nachdem das Cap de la Hève bereits seit den 1790er Jahren mit einem Leuchtturm versehen war, beschloss die Commission des Phares im Jahr 1890 die Errichtung eines Leuchtturms auf dem Cap d’Antifer. Der erste Turm hatte eine Gesamthöhe von 32,50 m und wurde mit einer Optik mit einer für damalige Zeit großen Brennweite von 1,33 m versehen. Die Optik stammte von dem französischen Unternehmen Barbier et Cie, war zuvor ein Exponat der Weltausstellung des Jahres 1889 und war die einzige jemals in Frankreich installierte Optik solch großer Brennweite.
Ursprünglich mit Mineralöl und Dochtbrennern betrieben, wurde die Lichtquelle im Jahr 1905 auf Starklichtlampen und Petroleum umgestellt. Im Jahr 1926 wurde der Leuchtturm unter Verwendung von Dieselgeneratoren elektrifiziert. Die Reichweite betrug 31 Meilen.
Der ursprüngliche Leuchtturm wurde im September 1944 durch deutsche Truppen komplett zerstört.
Zuerst durch einen Mast provisorisch ersetzt, wurde der heutige Leuchtturm in den 1950er Jahren errichtet und 1955 in Betrieb genommen.

## Bauwerk
Der heutige achteckige Turm aus Stahlbeton hat eine Gesamthöhe von 38 m. In der zeitgenössischen Laterne aus Metall ist eine Optik mit einer Brennweite von 0,7 m installiert. Die Halogenlampe hat eine Leistung von 650 Watt und die Reichweite beträgt 54 Kilometer.